# Фламинио (стадион)
Стадио Фламинио (англ. Stadio Flaminio) — стадион в Риме. Он расположен вдоль Фламиниевой дороги, в трёх километрах к северо-западу от центра города, в 300 метрах от парка ди Вилла Глори. Внутренние помещения включают в себя крытый бассейн, залы для фехтования, борьбы, тяжёлой атлетике, боксу и гимнастике.

## История
Проект был разработан Антонио Нерви, сыном Пьера Луиджи Нерви («поэта железобетона», введшего в практику армоцементные конструкции). Стадион был построен в июле 1957 года на месте предыдущего Национале ПНФ.

## События

### Концерты
Начиная с 1987 года стадион принимал мировые туры музыкальных звезд: U2 с туром Joshua Tree Tour, Duran Duran, Принc, а также Дэвида Боуи. 
23 и 24 мая 1988 года Майкл Джексон провёл два аншлаговых концерта во время своего Bad World Tour. Каждый концерт собрал около 35 000 поклонников. Еще один концерт Джексон также провёл на Стадио Фламинио 4 июля 1992 года в ходе Dangerous World Tour, с  аудиторией уже в 40 000 фанатов.
10 июля 1990 года Мадонна провела концерт в рамках Blond Ambition World Tour, аудиторией составила более чем 30 000 человек.

### Спорт

#### Регби
Стадион был домашним для сборной Италии по регби в рамках Кубка шести наций начиная со вступления Италии в турнир в 2000 году и до 2011 года.
Итальянская федерация регби (FIR) в январе 2010 года объявила, что стадион будет проходить реконструкцию и расширение, чтобы увеличить вместимость до 42 000 человек для кубка шести наций 2012 года. Но реконструкция не была выполнена и это стало одной из причиной переноса Кубка из Рима во Флоренцию в 2012 году; вместимость 32 000 была наименьшей среди стадионов шести наций. Он больше не считается самым большим для сборной Италии по регби и есть сообщения, что сборная будет проводить домашние матчи в Генуе или Олимпийском стадионе в Риме.
Стадион планировалось использовать в качестве домашней арены для новообразованной команды «Преторианцы Рима», которая будет одним из двух представителей Италии в кельтской Лиге.Однако позже было решено, что регбийный клуб «Беннетон» заменит «Преторианцев».

#### Футбол
Стадион служил в качестве места для проведения футбольного финала летних Олимпийских игр 1960 года.
1 марта 1984 года на стадионе прошёл матч первого круга первого полуфинала Европейского конкурса по футболу среди женщин 1984
В сезоне 1989—90 годов «Рома» и «Лацио» играли на стадионе Фламинио во время реконструкции стадиона Олимпико. Стадио Фламинио был домашним для клуба Атлетико, который играет в Lega Pro Prima Divisione.